# ایمیر
ایمیر یک روستا در بخش مرکزی شهرستان اردبیل است که در دهستان ارشق شرقی واقع شده‌است. ایمیر ۹۰ نفر جمعیت دارد.